# 四方英四郎
四方 英四郎（しかた えいしろう、1926年9月25日 - ）は、日本の農学者（植物病理学・ウイルス学）。勲等は勲二等。学位は農学博士（北海道大学・1961年）。北海道大学名誉教授、石河子農学院名誉教授、一般社団法人日本植物病理学会名誉会員、日本ウイルス学会北海道支部名誉会員、日本学士院会員。
北海道大学農学部教授、北海道澱粉工業協会参与、株式会社北海道グリーンバイオ研究所所長などを歴任した。

## 概要
北海道出身の農学者である。植物病理学やウイルス学を専攻しており、虫媒性植物ウイルスが昆虫体内で増殖することを証明するとともに、ウイルスゲノムの分子構造と機能を解明したことで知られる。さらに、日本のホップや果樹に被害を与えるウイロイドを発見し、その病原性と発生生態を解明した。長年にわたり北海道大学で教鞭を執ったのち、北海道澱粉工業協会や北海道グリーンバイオ研究所に勤務した。

## 来歴

### 生い立ち
1926年（大正15年）9月25日、北海道函館市にて生まれた。北海道庁立函館中学校に進学し、1944年（昭和19年）3月に卒業した。北海道帝国大学の予科に進学し、1947年（昭和22年）3月に農類を修了した。北海道帝国大学の後身校である北海道大学の農学部に進学し、農業生物学科の植物学専攻課程で学んだ。1950年（昭和25年）3月に卒業し、農学士の称号を取得した。1961年（昭和36年）10月26日に北海道大学より論文『植物ウイルスの電子顕微鏡的研究』により農学博士の学位を授与された。

### 農学者として
母校である北海道大学に採用され、1950年（昭和25年）12月に農学部の助手として着任した。1958年（昭和33年）4月に助教授に昇任し、1974年（昭和49年）7月には教授に昇任した。1990年（平成2年）3月、北海道大学を定年退職した。なお、これまでの功績に鑑みて、北海道大学は1990年（平成2年）4月に名誉教授を授与している。
また、北海道大学農学部での勤務の傍ら、他の教育・研究機関においても教鞭を執っていた。琉球大学農学部、北海道大学工学部、岐阜大学農学部、札幌大谷短期大学、札幌システムラボラトリー専門学校、北海道農業専門学校、といった各機関で講師を非常勤で兼任していた。また、総理府の機関である日本学術会議の専門委員も兼任していた。さらに、日本国外の教育・研究機関の役職も兼任していた。中華人民共和国においては、雲南農業大学の客座教授、北京農業大学の客員教授を兼任し、石河子農学院より名誉教授の称号が授与された。大韓民国では忠北農科大学、および、農村振興庁の農業技術研究所にて、それぞれ招聘教授を兼任した。台湾においては中興大学の農学院にて招聘教授を兼任した。
北海道大学退職後は北海道澱粉工業協会に転じ、1992年（平成4年）4月より参与を務めた。1995年（平成7年）4月には顧問となった。また、北海道グリーンバイオ研究所においては取締役の一人として名を連ね、所長に就任した。これまでの功績が評価され、1997年（平成9年）に勲二等瑞宝章が授与された。2001年（平成13年）12月12日には日本学士院会員に選任された。

## 研究
専門は農学であり、特に植物病理学やウイルス学といった分野の研究に従事した。電子顕微鏡を用いた植物ウイルスの研究で知られ、イネ萎縮病とレオウイルス、虫媒性植物ウイルス、馬鈴薯ウイルス病、ホップ矮化病ウイロイドなどを研究し、ウイルスやウイロイドの分子生物学および遺伝子診断について研究した。従前の光学顕微鏡では植物ウイルス病の病原体は小さすぎて発見できなかったが、四方は電子顕微鏡を用いることで先駆的な研究を展開した。その結果、虫媒性植物ウイルスが昆虫体内に存在し増殖することを証明するとともに、ウイルスゲノムの分子構造と機能を解明した。さらにホップや果樹に被害をもたらすウイロイドを発見し、その分子構造を決定するとともに、病原性と発生生態を解明した。
これらの業績は高く評価されている。「植物ウイルスの電子顕微鏡的研究」が評価され、1967年（昭和42年）3月に日本植物病理学会賞が授与されている。同様に「植物ウイルスの電子顕微鏡的研究」が評価され、1974年（昭和49年）5月に瀬藤賞を受賞している。1989年（平成元年）5月には日本顕微鏡学会功労賞が授与された。さらに「植物ウイルス及びウイロイドの研究」が評価され、1986年（昭和61年）6月9日に日本学士院賞を受賞した。
学術団体としては、日本植物病理学会、日本ウイルス学会、日本電子顕微鏡学会などに所属した。日本植物病理学会では、評議員、編集幹事長、北海道部会の部会長などを経て、1988年度（昭和63年度）に会長に就任した。これまでの功績により、1997年（平成9年）4月に名誉会員の称号が授与された。日本ウイルス学会では、幹事、編集委員、北海道支部の支部長などを歴任した。その結果、北海道支部の名誉会員の称号が授与された。日本電子顕微鏡学会においては、評議員、理事、北海道支部の支部長などを歴任した。

## 門下生
- 佐野輝男[11]

## 略歴
- 1926年 - 北海道函館市にて誕生[1]。
- 1944年 - 北海道庁立函館中学校卒業[1]。
- 1947年 - 北海道帝国大学予科農類修了[1]。
- 1950年 - 北海道大学農学部卒業[1]。
- 1950年 - 北海道大学農学部助手[1]。
- 1958年 - 北海道大学農学部助教授[1]。
- 1974年 - 北海道大学農学部教授[1]。
- 1988年 - 日本植物病理学会会長[1]。
- 1990年 - 北海道大学定年退職[1]。
- 1990年 - 北海道大学名誉教授[1]。
- 1992年 - 北海道澱粉工業協会参与[1]。
- 1995年 - 北海道澱粉工業協会顧問[1]。
- 1997年 - 日本植物病理学会名誉会員[1]。
- 2001年 - 日本学士院会員[7]。

## 賞歴
- 1967年 - 日本植物病理学会賞[5]。
- 1974年 - 瀬藤賞[5]。
- 1986年 - 日本学士院賞[5][10]。
- 1989年 - 日本顕微鏡学会功労賞[5]。

## 栄典
- 1997年 - 勲二等瑞宝章[6]。

## 著作

### 共著
- 平井篤造ほか共著『新編植物ウイルス学』養賢堂、1978年。全国書誌番号:79000878
- 平井篤造ほか共著『新編植物ウイルス学』3版、養賢堂、1984年。NCID BN00750877
- 平井篤造ほか共著『新編植物ウイルス学』改訂版、養賢堂、1988年。NCID BN01848616

### 寄稿、分担執筆、等
- 『栃内吉彦・福士貞吉両教授還暦記念論文集』栃内・福士両教授還暦記念論文集刊行会、1955年。全国書誌番号:55006000

### 註釈
1. ↑  北海道庁立函館中学校は、1948年に北海道立函館高等学校に改組された。
2. ↑  北海道帝国大学は、1947年に北海道大学に改組された。
3. ↑  北海道大学予科は、旧制北海道大学、北海道大学附属農林専門部、北海道大学附属医学専門部、函館水産専門学校と統合され、1949年に新制北海道大学が設置された。
4. ↑  札幌大谷短期大学は、2007年に札幌大谷大学短期大学部に改組された。
5. ↑  札幌システムラボラトリー専門学校は、1992年に札幌医療科学専門学校に改組された。
6. ↑  北京農業大学は、北京農業工程大学と統合され、1995年に中国農業大学が設置された。
7. ↑  石河子農学院は、石河子医学院、兵団経済専科学校、兵団師範専科学校と統合され、1996年に石河子大学が設置された。